# 年遐龄
年遐龄（1643年—1727年），清朝大臣，初為汉军镶白旗人，后属汉军镶黄旗人，敦肃皇贵妃之父，大将军年羹尧的父亲。
年遐龄是笔帖式出身，历任兵部主事、刑部郎中，转任内阁学士，康熙二十二年（1683年）授河南道御史。康熙三十年（1691年）担任工部右侍郎。康熙三十一年（1692年）外任湖广巡抚。康熙四十三年（1704年）因病休致。雍正初年，以次子年羹尧之功，加尚书衔，再加太傅、一等公。年羹尧获罪，年遐龄被革职。长子年希尧。